# Up to Here
Albums de The Tragically Hip
The Tragically Hip
(1987) Road Apples
(1991)
Up to Here est un album du groupe rock canadien The Tragically Hip paru en 1989.

## Liste des titres
Toutes les chansons sont écrites et composées par The Tragically Hip.
| A1. | Blow at High Dough                                   | 4:36 |
| A2. | I'll Believe in You (Or I'll Be Leaving You Tonight) | 4:01 |
| A3. | New Orleans Is Sinking                               | 4:16 |
| A4. | 38 Years Old                                         | 4:18 |
| A5. | She Didn't Know                                      | 3:28 |

| B1. | Boots or Hearts            | 3:41 |
| B2. | Everytime You Go           | 3:21 |
| B3. | When the Weight Comes Down | 4:43 |
| B4. | Trickle Down               | 3:10 |
| B5. | Another Midnight           | 3:54 |
| B6. | Opiated                    | 3:40 |

## Certifications
- Canada :  Diamant[1]